# 집게폄근
집게폄근(extensor indicis [proprius]) 또는 검지손가락폄근, 시지신근(示指伸筋)은 아래팔뒤칸 깊은층에 위치한 좁고 긴 근육이다. 긴엄지폄근의 안쪽에 위치하면서 긴엄지폄근에 평행하게 주행한다. 집게손가락에 닿으면서 집게손가락을 펴는 작용을 한다.

## 구조
집게폄근은 자뼈 몸통 뒷면의 먼쪽 1⁄3과 이웃한 아래팔의 뼈사이막에서 일어난다. 손가락폄근의 힘줄과 함께 넷째 힘줄칸을 통해 주행하여 집게손가락의 폄근널힘줄로 향한다.
둘째손허리뼈 머리 반대편에서, 집게폄근의 힘줄은 집게손가락 쪽으로 온 손가락폄근 힘줄의 자쪽 측면에서 해당 힘줄과 합쳐진다. 한편 집게폄근은 손등쪽에서 손가락폄근의 힘줄과 이어지는 건연결(juncturae tendinum)은 가지고 있지 않다.

### 변이
집게폄근은 변이를 많이 보이지는 않는다. 대부분의 경우 단일 힘줄만 가진다. 집게폄근의 힘줄이 두 개 존재하는 사례도 보고된 바 있다.
보통 집게손가락에 닿을 때 집게폄근은 손가락폄근의 자쪽 측면에 위치한다. 그러나 손가락폄근의 노쪽 측면에 집게폄근이 닿는 경우도 드물게 관찰되며, 이를 'extensor indicis radialis'라고 칭하기도 한다. 한편 손가락폄근의 자쪽과 노쪽에 모두 닿는, 힘줄이 나누어지는 사례도 보고된 바 있다.
중간폄근(extensor medii proprius)이나 집게중간공통폄근(extensor indicis et medii communis) 같은 비정상적인 손의 폄근이 집게폄근의 변이로 종종 간주되기도 한다. 이는 이들이 유사한 특징과 발생학적 기원을 공유하기 때문이다.

## 기능
집게폄근은 집게손가락을 펴는 작용을 주로 하며, 손목과 손목뼈중간관절의 폄을 보조한다.
집게손가락과 새끼손가락은 폄근이 따로 존재하기 때문에, 다른 손가락과 독립적으로 움직이기 더 쉽다.

## 추가 이미지
- 손목 뒤쪽 힘줄들의 윤활집. 집게손가락으로 향하는 집게폄근을 볼 수 있다.
- 왼쪽 아래팔 뒤쪽의 뼈
- 아래팔뒤칸 깊은층의 근육
- 손목과 손가락의 단면
- 집게폄근
- 집게폄근
- 집게폄근
- 집게폄근
- 집게폄근
- 손 뒤쪽의 근육
- 손 뒤쪽의 근육

## 같이 보기
- 손가락폄근

## 참고 문헌
이 문서는 현재 퍼블릭 도메인에 속하는 그레이 해부학 제20판(1918) page 456의 내용을 기초로 작성된 글이 포함되어 있습니다.
1. 1 2  Platzer, Werner (2004). 《Color Atlas of Human Anatomy, Vol. 1: Locomotor System》 5판. Thieme. ISBN 3-13-533305-1.
2. 1 2 3 4 5  Komiyama, M.; Nwe, T. M.; Toyota, N.; Shimada, Y. (1999). “Variations of the Extensor Indicis Muscle and Tendon” (PDF). 《Journal of Hand Surgery, British Volume》 24 (5): 575–578. doi:10.1054/jhsb.1999.0239. PMID 10597935. S2CID 23240783. 2015년 6월 9일에 확인함.
3. 1 2  Ross, Lawrence M.; Lamperti, Edward D., 편집. (2006). 《Thieme Atlas of Anatomy: General Anatomy and Musculoskeletal System》. Thieme. ISBN 978-1-58890-419-5.
4. ↑  Dass, Prameela; Prabhu, Latha V.; Pai, Mangala M.; Nayak, Varsha; Kumar, Ganesh; Janardhanan, Jiji P. (Nov–Dec 2011). “A comprehensive study of the extensor tendons to the medial four digits of the hand”. 《Chang Gung Medical Journal》 34 (6): 612–619. ISSN 2309-835X. PMID 22196064.
5. ↑  “Double tendon of the Human Extensor Indicis Muscle provides "insight' into individual development -- Kumka 22 (1): 983.2 -- The FASEB Journal”. 《www.fasebj.org》. 2015년 6월 9일에 확인함.
6. ↑  Aziz, M. Ashraf; Dunlap, Samuel Strong (1986년 7월 1일). “The human extensor digitorum profundus muscle with comments on the evolution of the primate hand”. 《Primates》 27 (3): 293–319. doi:10.1007/BF02382073. ISSN 0032-8332. S2CID 39525970.
7. ↑  “Anatomy of the human body”. 《archive.org》. 2015년 6월 9일에 확인함.
8. ↑  Straus, W.I. (1941). “Phylogeny of human forearm extensors”. 《Ann Hum Biol》 (13): 203–238.